# Louis Graves
Louis Graves (Bordeaux, 21 ottobre 1791 – Parigi, 5 giugno 1857) è stato un geologo, botanico e archeologo francese.
Sebbene i suoi studi all'Università di Bordeaux lo predisponessero a una carriera scientifica, esercitò le sue passioni solo a livello privato, accettando un posto di impiegato presso la prefettura di Beauvais nel 1817, a causa delle circostanze della sua vita. Rimase lì per venticinque anni e pubblicò monografie dettagliate sui cantoni del dipartimento, che gli conferirono una grande popolarità ma anche una grande influenza sullo sviluppo intellettuale del dipartimento. Graves contribuì a diffondere l'archeologia e riuscì a suscitare interesse per i monumenti dell'architettura medievale fino ad allora considerati barbari. Louis Graves è anche ricordato per essere stato uno dei membri fondatori della Société géologique de France nel 1830 e per aver cofondato la Société botanique de France nel 1842. Dal 1842 fino alla sua morte, visse a Parigi, lavorando prima come capo ufficio presso il Ministero delle Finanze, per poi diventare direttore delle Acque e delle Foreste nel 1854.

## Biografia

### Gioventù
Dalla sua residenza di Santo Domingo, il padre di Louis Graves fa fortuna nel commercio delle colonie, ma la Rivoluzione francese lo rovina e lo spinge a tornare in Francia. Ha sempre abbastanza mezzi per acquistare il castello delle Loges vicino a Jonzac (Charente-Maritime), dove si ritira, vivendo delle sue rendite. Sua moglie è Zoé Journu, sorella del conte Bernard Journu-Auber che fa parte dell'alta borghesia bordelaise. Louis è il figlio maggiore della coppia. Suo fratello e sua sorella (che sposerà un membro della famiglia de Sèze), muoiono prima di lui. La famiglia trasmette a Louis il senso di dedizione alla Francia e l'amore per le scienze. Lo zio materno Bernard Journu-Auber è infatti uno dei fondatori del museo di storia naturale di Bordeaux. Un altro membro della sua famiglia che influenzerà probabilmente le sue scelte è il colonnello Bory de Saint-Vincent, con il quale Louis manterrà rapporti amichevoli per tutta la vita. Inoltre, nella sua cerchia familiare, la famiglia di M. e Mme Paul-Victor de Sèze considera il giovane Louis come loro figlio. Dato che Victor de Sèze è rettore dell'Accademia di Bordeaux, è quindi naturale che Louis completi i suoi studi a Bordeaux, guidato dal suo mentore. Studierà scienze, lettere e arti, dimostrando di possedere felici predisposizioni per tutti questi campi in cui avrà successo. Pur non definendosi un disegnatore, Louis padroneggia bene il disegno, e spinge il suo amore per la musica fino ad acquisire conoscenze sufficienti per dirigere un'orchestra. Graves segue anche corsi di medicina, ma alla fine saranno le scienze naturali a suscitare maggiormente la sua passione, tanto che si definirà naturalista nel 1810 e 1811. Qualunque disciplina si tratti, Graves mostra un'eccezionale abilità che manterrà per tutta la vita, permettendogli di raggiungere sempre il primo rango.

### Carriera professionale
Victor de Sèze assume rapidamente Louis Graves come suo segretario personale all'Accademia di Bordeaux. Questa modesta posizione permette al giovane di conoscere molte personalità importanti della città, come Jean-Baptiste Lynch, sindaco di Bordeaux; il barone Pierre-Barthélémy Portal d'Albarèdes, ministro della Marina; e l'economista e giornalista Henri Fonfrède.
Il suo biografo racconta che ovunque Louis Graves partecipi a un'opera comune, esercita un grande influsso grazie alla superiorità indiscussa della solida cultura che ha acquisito. Dotato sia di intelligenza che di carattere, ha sviluppato fin dalla giovane età conoscenze teoriche solide e complete, unite a una rara facilità nell'applicazione pratica. Con un'acutezza di giudizio e una sagacia senza pretese, è sempre all'altezza dei suoi interlocutori, superandoli per la universalità e la precisione delle sue conoscenze. Louis Graves sa così conquistare la fiducia sia degli uomini pratici che degli scienziati teorici. Sotto questi auspici, ogni decisione dei suoi superiori di affidargli una posizione più importante viene accolta all'unanimità e il suo rapido avanzamento è considerato un atto di giustizia e buona amministrazione, favorevole al bene pubblico.
Nel 1814, Louis Graves viene promosso segretario dell'Accademia quando il titolare viene nominato a un posto superiore. Nel 1817, quando il conte Henri-Charles Le Bègue de Germiny diventa prefetto dell'Oise, assume i servizi di Graves come segretario personale. Il giovane di venticinque anni mostra subito un'evidente capacità amministrativa, tanto che il prefetto lo coinvolge in tutti i lavori dell'amministrazione, dimostrandosi degno di fiducia. Nel corso degli anni, Graves viene promosso in posizioni sempre più elevate, dimostrando una ferma mano nelle questioni del suo ambito di competenza. La sua lealtà ai governi successivi e la sua capacità amministrativa lo portano a ottenere incarichi di crescente rilievo.
Dal 1832, Graves assume un ruolo più attivo nell'amministrazione dell'Oise, guadagnandosi la fiducia di tutti i prefetti che si succedono nella regione. Grazie alla sua indipendenza di pensiero, al suo gusto per la discussione e alla sua abilità, si distingue anche durante la vacanza del posto di prefetto, rappresentando con successo l'amministrazione al Consiglio generale dell'Oise. Grazie ai suoi meriti professionali, viene trasferito a Parigi nel 1842, dove assume incarichi sempre più prestigiosi nel campo amministrativo.
La sua competenza e le sue pubblicazioni attirano l'attenzione del Ministero dell'Istruzione pubblica e del Ministero dell'Interno, che lo nominano in diverse commissioni e gli conferiscono incarichi di crescente responsabilità. Nonostante la turbolenta situazione politica del periodo, Graves continua a essere stimato e apprezzato per il suo lavoro e la sua dedizione al servizio pubblico.

### Précis statistique des cantons du département de l'Oise
I "Précis statistique" sul cantone di... sono trentaquattro, uno per ciascun cantone secondo la divisione amministrativa vigente al tempo di Graves. I volumi appaiono nell'Annuario dell'Oise tra il 1827 e il 1843, e poi dal 1850 al 1855 per gli ultimi sette. Il titolo di queste raccolte di dati e informazioni di ogni genere è riduttivo. Si tratta di una vera miniera di informazioni molto solide, che ottenne all'epoca l'approvazione unanime degli esperti delle diverse specialità coinvolte. Se le statistiche occupano un posto importante nei volumi, non sono predominanti e Graves non presenta mai numeri grezzi senza annotarli. Inoltre, a parte i risultati dei censimenti, non ha potuto attingere a queste informazioni da pubblicazioni esistenti: sono raccolte da lui stesso con l'aiuto dei servizi della prefettura e di collaboratori devoti. La profondità delle conoscenze di Graves continua a stupire, anche se gli errori (soprattutto sulla datazione dei monumenti) non mancano: non bisogna dimenticare che né il telefono né il treno esistevano al momento della stesura. Ogni volume contiene in media tra centoventi e centocinquanta pagine, il loro numero dipende dall'importanza dei cantoni e dalle particolarità da esporre (82 pagine per Froissy, 342 per Beauvais). Una grande mappa pieghevole del cantone è inserita nel retro di copertina di ciascun libro, ma le illustrazioni sono completamente assenti: si tratta di una pubblicazione economica con pagine densamente piene. Non si trova neanche un indice nell'edizione originale dell'Annuario, lacuna colmata da un ordine dei temi in cinque parti, sempre identico in ciascun volume; alcune tabelle tematiche (senza nomi di persone o luoghi) saranno aggiunte successivamente a certe stampe separate.
La prima sezione è intitolata Topografia fisica. Inizia con una descrizione generale del cantone e comprende poi capitoli tematici (non numerati): meteorologia, acque (idrografia), conformazione del suolo, geologia, flora e fauna. La seconda sezione si chiama Popolazione e tratta della demografia sotto tutti i suoi aspetti. In una quindicina di tabelle e liste, vengono presentati la piramide delle età, le fluttuazioni della popolazione, la salute, le epidemie, l'abitazione, l'istruzione, la criminalità e le professioni. Ogni mestiere è spiegato dettagliatamente, anche se svolto da una sola persona nel cantone. Si apprende la causa di ciascuna delle morti accidentali registrate nel corso del decennio. La terza sezione si intitola Amministrazione e occupa circa la metà delle pagine del volume. Si apprende prima l'evoluzione della divisione amministrativa del territorio dalla Rivoluzione, poi ogni comune è presentato in un paragrafo separato. Possono occupare da una pagina e mezza per i piccoli villaggi fino a una cinquantina di pagine per le città più importanti. Si trovano in particolare la toponomastica, la geografia, la storia del comune, una descrizione dei suoi edifici significativi, un elenco delle strutture e le statistiche sull'uso del suolo. Per l'intero cantone, si aggiungono paragrafi sulle finanze pubbliche con entrate e uscite, sugli ospedali e gli uffici di beneficenza, sulle strade e i sentieri. Ogni strada dipartimentale è presentata su una pagina, seguita dai sentieri comunali più importanti. Infine, le sezioni Agricoltura e Industria forniscono informazioni estremamente dettagliate, occupando più di un quarto del volume e permettendo oggi di constatare le trasformazioni che questi settori hanno attraversato. Si apprende la superficie delle principali fattorie, le varie produzioni, le pratiche agricole utilizzate, l'influenza dei parassiti e dei danni causati, così come l'anno di fondazione di ciascuna struttura industriale, il suo modo di operare, il salario del personale impiegato e i mercati dei prodotti.